# مات هوستون
مات هوستون (بالفرنسية: Matt Houston)‏ هو منتج أسطوانات ومغني وملحن فرنسي، ولد في 30 سبتمبر 1977 في سانت-آن في فرنسا.

## وصلات خارجية
- الموقع الرسمي
- مات هوستون على موقع IMDb (الإنجليزية)
- مات هوستون على موقع ميوزك برينز (الإنجليزية)
- مات هوستون على موقع أول ميوزيك (الإنجليزية)
- مات هوستون على موقع أول ميوزيك (الإنجليزية)
- مات هوستون على موقع ديسكوغز (الإنجليزية)
- مات هوستون على موقع ديسكوغز (الإنجليزية)